# Frank Rühle
Frank Rühle (ur. 5 marca 1944 w Dohna) – niemiecki wioślarz reprezentujący NRD, dwukrotny medalista olimpijski.

## Kariera
Wystąpił na igrzyskach olimpijskich w Meksyku w 1968, gdzie osada NRD w składzie: Frank Forberger, Dieter Grahn, Frank Rühle i Dieter Schubert zdobyła złoty medal w czwórkach bez sternika. W finale o 2,46 sekundy wyprzedzili osadę Węgier i o 4,83 sekundy osadę Włoch. Na rozgrywanych cztery lata później igrzyskach olimpijskich w Monachium reprezentanci NRD w tym samym składzie obronili tytuł mistrzów olimpijskich. Tym razem w finale o 1,37 sekundy pokonali Nową Zelandię, a o 4,14 sekundy wyprzedzili osadę RFN. 
W czwórkach bez sternika Forberger, Grahn, Rühle i Schubert zdobyli także złote medale na mistrzostwach świata w Bledzie (1966) i mistrzostwach świata w St. Catharines (1970).
W międzyczasie zdobył ponadto złoto w czwórce bez sternika na mistrzostwach Europy w Vichy (1967) i mistrzostwach Europy w Kopenhadze (1971).
Wielokrotnie zdobywał mistrzostwo kraju: w ósemkach w 1968 oraz w czwórkach bez sternika w latach 1965-1968 i 1970-1971. Kształcił się na Niemieckim Uniwersytecie Kultury Fizycznej (DHfK), następnie pracował jako trener. Po zjednoczeniu Niemiec założył firmę produkującą odzież sportową. 
W 1971 odznaczony Orderem „Gwiazda Przyjaźni między Narodami”, a także Orderem Zasługi dla Ojczyzny (NRD). 